# Брен, Жан Антуан
Жан-Антуан Брен (фр. Jean-Antoine Brun; 1761—1826) — французский военный деятель, бригадный генерал (1807 год), барон (1810 год), участник революционных и наполеоновских войн. Имя генерала выбито на Триумфальной арке в Париже.

## Биография
Родился в семье земледельца Фрасуа Брена (фр. François Brun) и его супруги Терезы Дюмолар (фр. Thérèse Dumolard). Был женат на Розали де Маньоль (фр. Rosalie de Magniol).
Жан-Антуан поступил канониром в артиллерийский полк Ла Фер 13 апреля 1781 года и служил в нём до 12 августа 1784 года, после чего вышел в отставку. Когда Франция призвала всех своих детей защищать границы, он был избран капитаном 24 ноября 1791 года 3-го батальона волонтёров Изера. Он служил в Альпийской армии в 1792 и 1793 годах, и участвовал в осаде Тулона, где 2 декабря 1793 года получил огнестрельное ранение в левое колено. Он был одним из первых, кто ворвался в английский редут.
Через несколько дней после сдачи этого города, стоя на страже в порту, капитан испанского брига, не знающий, что Тулон находится во власти французов, ночью на лодке выходит на берег. Брен подходит к нему, подтверждает его ошибку и своим присутствием духа способствует аресту вражеского капитана и захвату его судна. 8 апреля 1794 года Брен был произведён в командиры батальона и возглавил 9-й батальон волонтёров Изера, и направлен в Итальянскую армию. 23 сентября 1795 года 9-й батальон в ходе первой амальгамы был включён в состав 2-й полубригады лёгкой пехоты. 29 января 1796 года, в ходе второй амальгамы, 2-я полубригада влилась в 12-ю полубригаду лёгкой пехоты. Участвовал под началом Бонапарта в сражениях при Кастильоне, Арколе и Риволи. В ходе дела у Ноймаркта в Штирии, 2 апреля 1797 года, с двумя ротами карабинеров 12-й полубригады оказал упорное сопротивление колонне численностью около 1500 австрийцев и тирольцев, стремившихся через мост зайти в тыл дивизии генерала Жубера, отбросил в сторону гор и взял у них 2 пушки.
В 1798 году оставил свою полубригаду и присоединился к Восточной армии Бонапарта. Участвовал в Египетской экспедиции 1798-1801 годов. 22 июля 1798 года был назначен комендантом цитадели Каира. 8 февраля 1799 года заменён на этом посту полковником Дюпа. 15 февраля 1800 года произведён генералом Клебером в полковники штаба. 19 апреля 1800 года, при осаде Каира, он с несколькими гренадерами выбил янычар из дома, который нужно было пробить из одной квартиры в другую. Эта позиция, захват которой тем более важен, что заниматься минированием можно было только после её захвата, оборонялась с величайшим упорством. После минутного колебания среди нападавших Брен бросается одним из первых в пролом и ведёт за собой небольшой отряд, которым он руководит. Был ранен в ходе боя пулей в плечо.
3 июня 1800 года встал во главе 69-й полубригады линейной пехоты. В 1801 году вернулся во Францию. 29 августа 1803 года его полубригада вошла в состав дивизии Партуно Армии Берегов Океана, а 27 сентября 1804 года был переведён в состав пехотной дивизии Луазона лагеря Монтрёй, под началом маршала Нея. С 29 августа 1805 года в составе 6-го армейского корпуса Великой Армии. Принимал участие в кампаниях 1805-07 годов. Был ранен 26 декабря 1806 года при Зольдау.
10 февраля 1807 года был произведён Императором в бригадные генералы. С 1 апреля 1807 года возглавлял 3-ю пехотную дивизию, состоящую лишь из одного 31-го полка лёгкой пехоты, в корпусе Нея. Был ранен в сражении при Фридланде.
5 ноября 1807 года был направлен в наблюдательный корпус Берегов Океана, и включён в дивизию Мюнье. Участвовал в кампании 1809-09 годов в составе 1-й дивизии 3-го армейского корпуса Армии Испании. 15 января 1809 года был отозван в Париж. С 11 марта 1809 года без служебного назначения.
6 апреля 1809 года Брен был зачислен в Армию Германии. 24 мая стал командиром 3-й бригады 3-й пехотной дивизии 2-го армейского корпуса данной армии. Сражался при Ваграме.
28 августа 1809 года оставил дивизию и был зачислен в 8-й военный округ. 6 сентября 1810 года стал командующим департамента Вар. 8 апреля 1811 года покинул должность и присоединился к 23-му военному округу. Император поручил ему наблюдать за организацией Средиземноморского полка, формирование которого только что было утверждено декретом. 14 декабря перешёл в 17-й военный округ в Голландии. Включён 18 февраля 1812 года в состав 5-й пехотной дивизии Компана 1-го Эльбского наблюдательного корпуса, ставшего 2-м армейским корпусом Великой Армии. До 8 июля 1812 года был комендантом Пиллау. Назначенный комендантом Гродно 11 августа 1812 года, он эвакуировал город 20 декабря с остатками Великой Армии, отступавшей из русского похода.
20 марта 1813 года возглавил 1-ю бригаду 4-й пехотной дивизии Дюбретона 2-го корпуса маршала Виктора. Участвовал в Саксонской кампании. 19 октября 1813 года попал в плен при Лейпциге.
Вернулся во Францию 18 марта 1814 года и с 1 июня оставался без служебного назначения. Вновь призванный на службу во время «Ста дней», Император поручил ему 28 июня 1815 года командование департаментом Юра, которое он сохранил до второго возвращения Бурбонов. Вышел в отставку 9 сентября 1815 года. Умер 4 сентября 1826 года и был похоронен в родном городке Ке-ан-Шартрёз.

## Воинские звания
- Канонир (13 апреля 1781 года);
- Капитан (24 ноября 1791 года);
- Командир батальона (8 апреля 1794 года);
- Полковник (15 февраля 1800 года, утверждён 5 апреля 1802 года);
- Бригадный генерал (10 февраля 1807 года).

## Титулы

Герб барона

- Барон Брен и Империи (фр. baron Brun et de l’Empire; декрет от 19 марта 1808 года, патент подтверждён 4 июня 1810 года в Сен-Клу)[2][3].

## Награды
Легионер ордена Почётного легиона (11 декабря 1803 года)
 Офицер ордена Почётного легиона (14 июня 1804 года)
 Коммандан ордена Почётного легиона (25 декабря 1805 года)
 Кавалер ордена Святого Людовика (29 июля 1814 года)